# Henrik Ellefsen
Henrik Andreas Leo Ellefsen (født 20. juni 1971), nu kendt som Henrik Onarheim, er en norsk forretningsmand, der blev dømt som en af bagmændende bag pyramideforetagendet T5PC, der svindlede 50.000 nordmænd for ca. 1 milliard kroner. Han blev i 2007 idømt 3 år og seks måneders fængsel, der nu af afsonet. Ellefsen blev dømt sammen med sin medsammensvorne Jørn Ronnie Tagge, der har fået flere fængselsdomme. Ellefsen bor nu i Roskilde.[kilde mangler]